# Chili de cangrejo
El chili de cangrejo es un plato de marisco originario de Singapur. Fue creado en 1950 por la chef singapuresa Cher Yam Tian con su marido, Lim Choon Ngee. La pareja regentaba el Palm Beach Seafood Restaurant en Katong (cerca del actual East Coast Seafood Centre). Suelen usarse cangrejos de barro, que se saltean es una salsa agridulce y semiespesa de tomate y chili. Se encuentra con facilidad en hawker centres, kopi tiams y restaurantes de marisco de Malasia y Singapur. A pesar de su nombre, no es un plato demasiado picante.

## Preparación
Aunque habitualmente se usan cangrejos de barro, pueden emplearse otras variedades de cangrejo, como la jaiba azul o el cangrejo de concha blanda.
La salsa suele ser semiespesa y agridulce, aunque en algunos lugares se hace con una salsa más líquida. Su base suele ser salsa chili y salsa de tomate, que se espesan con harina. Se condimenta con ajo, vinagre de arroz, salsa de soja, etcétera. Casi al final de la cocción se añaden huevo batido sin dejar de remover.
Los cangrejo se fríen ligeramente o se cuecen al vapor con jengibre, antes de saltearlos en la salsa. Las conchas suelen romperse un poco antes de cocinarlos para facilitar su consumo. Es frecuente guarnecerlos con hojas de cilantro.

## Presentación
El chili de cangrejo suele servirse con pan para mojar en la salsa: mantou (panecillos chinos fritos o al vapor), rodajas de baguete o pan tostado. También puede acompañarse de arroz blanco.